# زابرگا (مالو تسرنیچه)
زابرگا (به صربی: Zabrega) یک منطقهٔ مسکونی در صربستان است که در مالو تسرنیچه واقع شده‌است.